# Bisbat d'Ocier

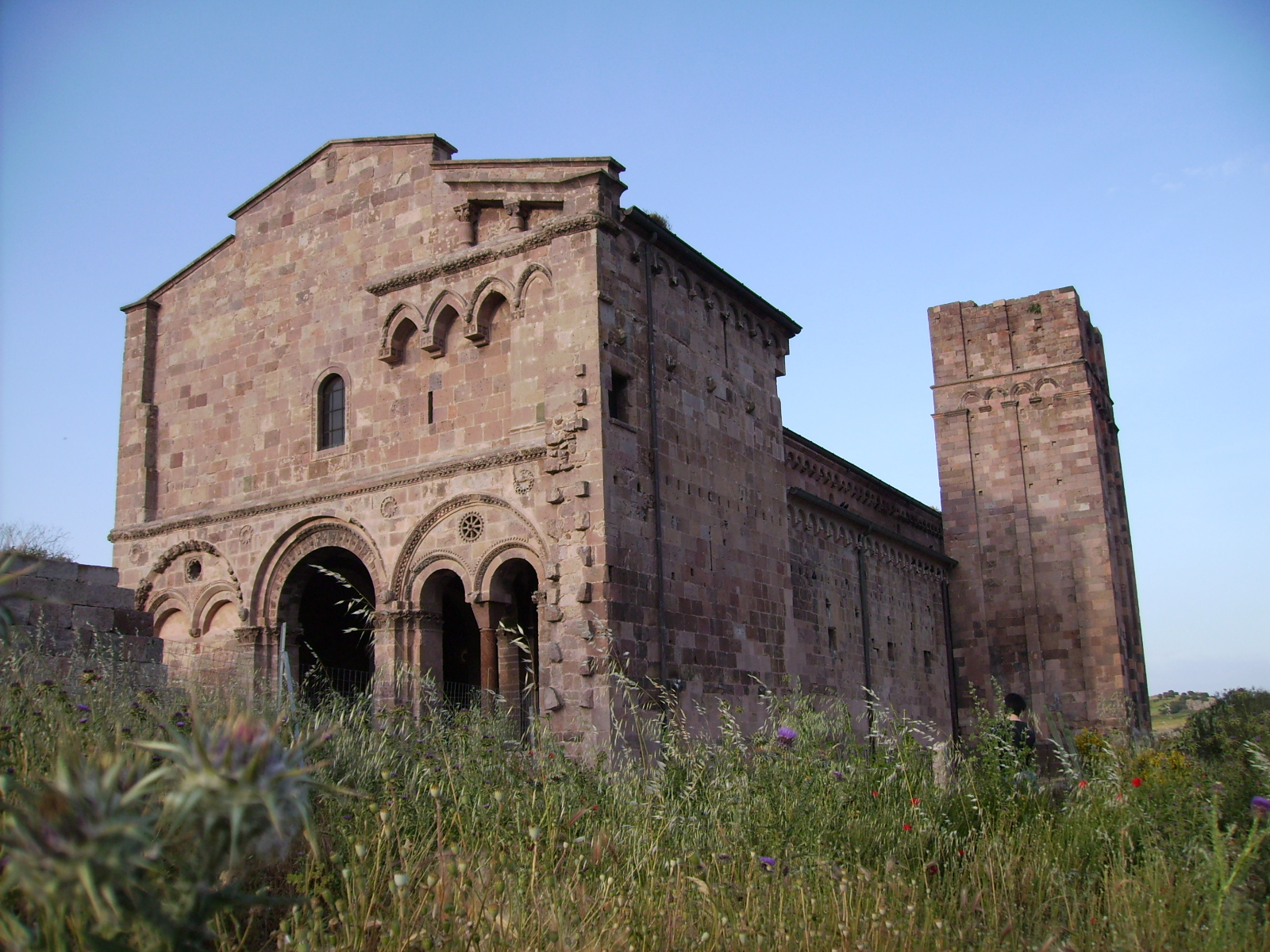
L'antiga catedral de Bisarchio o Bisarcio

El bisbat d'Ocier (italià: Diocesi di Ozieri; llatí: Dioecesis Octeriensis o Othierensis) és una seu de l'Església catòlica, sufragània de l'arquebisbat de Sàsser, que pertany a la regió eclesiàstica Sardenya. El 2010 tenia 53.500 batejats d'un total de 54.500 habitants. Actualment està vacant.

## Territori
La diòcesi comprèn els següents municipis:
- a la província de Sàsser: Anela, Ardara, Benetutti, Bono, Bottidda, Bultei, Burgos, Esporlatu, Illorai, Ittireddu, Nughedu San Nicolò, Nule, Ocier, Pattada, Tula, Alà dei Sardi, Berchidda, Buddusò, Monti, Oschiri, Padru;
- a la província de Nuoro: Osidda.

La seu episcopal és la citat d'Ocier, on es troba la catedral de la Immacolata Concezione.
El territori està dividit en 30 parròquies, reagrupades en 3 vicariats (Ocier, Goceano, Monte Acuto) i sis zones pastorals.

## Història
L'actual diòcesi d'Ocier té els orígens a la diòcesi medieval de Bisarchio, que va ser unida a Castro.
Se sap molt poc dels orígens del cristianisme i la diòcesi en Bisarchio o Bisarcio. Es va establir potser al voltant dels segles xi i xii, obtenint una part del territori de la diòcesi de Castro. El primer document que acredita l'existència data (s'estima) de finals del segle xi i va ser un dels escrits per renovar els arxius de la catedral després d'un incendi.
Els primers bisbes coneguts són Nicodemo i Gavino, que van viure abans de 1082. Seguint Costantino Madrone (citat el 1102), va ser succeït pel bisbe Pietro, citat el 1116. La residència episcopal canvià un parell de vegades: primer a Giracle i després a Ardara.
El territori, menys extens que el de Castro, incloïa les actuals Ardara, Nughedu San Nicolò, Ocier i Tula i els llogarets, ara extints, de Butule, Urvei, Biduvè, Pianu, Lesanis, Pira i Mestighe. Va servir com a catedral l'església de Sant'Antioco. La diòcesi va ser sufragània de l'arxidiòcesi de Sàsser.
Al voltant del segle XV la crisi que colpejà una mica tota Sardenya porta una decadència també a Bisarcio, de manera que la seu de bisbe va ser traslladada per un període d'Ardara, i finalment, a la veïna Ocier. Després de la mort del bisbe Giovanni, l'8 de desembre de 1503, la diòcesi va ser suprimida amb la butlla Aequum reputamus del Papa Juli II i incorporada a la de l'Alguer, on el bisbe d'Ottana havia traslladat la seva seu.
La diòcesi va ser restablerta pel Papa Pius VII el 9 de març de 1803 amb la butlla Divina disponente, guanyant territori (corresponent al de les antigues diòcesis de Bisarcio i Castro) per la diòcesi de l'Alguer i l'arxidiòcesi de Sàsser. Tot i que tenia el nom de Bisarcio, en memòria de l'antic centre, la seu episcopal era a Ocier.
El 12 de febrer de 1915, «suppressa antiqua Bisarchiensi denominatione», la diòcesi assumí el seu nom actual.

## Cronologia episcopal

### Bisbes de Bisarcio
- Nicodemo † (inicis de 1082)
- Gavino † (inicis de 1082)
- Costantino Madrone † (citat el 1102)
- Pietro † (citat el 1116)
- Mariano Thelle † (inicis de 1139 - finals de 1152)
- Giovanni Thelle † (citat el 1170)
- Anonimo † (citat el 1215)
- Giovanni † (citat el 1237)
- Anonimo † (citat el 1253)
- Gonario o Gennaro † (citat el 1262)
- Gentile † (citat el 1287)
- Bernardo Carbui † (citat el 1303)
- Anonimo † (citat el 1329-1336)
- Comita † (citat el 1341)
- Marocco Capra † (1342 - ?)
- Gianuario o Gennario † (citat el 1348)
- Giovanni, O.F.M. † (17 de juny de 1349 - 1350 mort)
- Francesco, O.F.M. † (26 de novembre de 1350 - ? mort)
- Corrado † (3 de juny de 1366 - 3 de setembre de 1371 nomenat bisbe de Malta)
- Donato, O.E.S.A. † (3 de setembre de 1371 - ?)
- Antonio † (inicis de 1386)
- Antioco † (16 de maig de 1386 - ?)
- Jacopo, O.F.M. † (13 de setembre de 1396 - ?)
- Simone Cristofori, O.P. † (7 d'octubre de 1412 - ? mort)
  - Antonio Stamingo, O.F.M. † (? - 23 de gener det 1413 nomenat bisbe de Bosa) (obediència romana)
- Antonio Pinna † (26 de maig de 1421 - 1436 mort)
- Antonio Cano † (18 de juliol de 1436 - 23 d'octubre de 1448 nomenat arquebisbe de Sàsser)
- Sissino † (23 d'octubre de 1448 - 1466 mort)
- Lodovico de Santa Croce, O.F.M. † (7 de juliol de 1466 - 1485 mort)
- Michele Lopez de la Sorra, O.F.M. † (16 de maig de 1485 - 29 de març de 1486 nomenat bisbe de les Illes Canàries)
- Garcia Quixada, O.F.M. † (15 de maig de 1486 - 21 de maig de 1490 nomenat bisbe de Guadix)
- Galcerando, O.F.M. † (21 de maig de 1490 - ? mort)
- Giovanni, O.F.M. † (7 de febrer de 1500 - 1503 mort)
  - Sede soppressa (1503-1803)
- Giovanni Antioco Azzei † (24 de setembre de 1804 - 29 de març de 1819 nomenat arquebisbe d'Oristany)
- Domenico Pes, Sch.P. † (29 de març de 1819 - 8 de desembre de 1831 mort)
- Serafino Carchero, O.F.M.Cap. † (20 de gener det 1834 - 31 de març de 1847 mort)
- Sede vacante (1847-1871)
- Serafino Corrias † (24 de novembre de 1871 - 31 de maig de 1896 mort)
- Filippo Bacciu † (30 de novembre de 1896 - 14 de març de 1914 mort)

### Bisbes d'Ocier
- Carmine Cesarano, C.SS.R. † (18 d'abril de 1915 - 30 de setembre de 1918 nomenat arquebisbe de Conza)
- Francesco Maria Franco † (10 de març de 1919 - 18 de setembre de 1933 nomenat bisbe de Crema)
- Igino Maria Serci Vaquer † (2 de febrer de 1934 - 30 de maig de 1938 mort)
- Francesco Cogoni † (3 de març de 1939 - 25 d'abril de 1975 jubilat)
- Giovanni Pisanu † (4 de març de 1978 - 27 de març de 1997 jubilat)
- Sebastiano Sanguinetti (27 de març de 1997 - 22 d'abril de 2006 nomenat bisbe de Tempio-Ampurias)
- Sergio Pintor (29 de setembre de 2006 - 10 de desembre de 2012 jubilat)
  - Sebastiano Sanguinetti, des del 10 de desembre de 2012 (administrador apostòlic)

## Estadístiques
A finals del 2010, la diòcesi tenia 53.500 batejats sobre una població de 54.500 persones, equivalent al 98,1% del total.
| any  | població | població | població | sacerdots | sacerdots       | sacerdots       | sacerdots             | diaques | religiosos | religiosos | parroquies |
| ---- | -------- | -------- | -------- | --------- | --------------- | --------------- | --------------------- | ------- | ---------- | ---------- | ---------- |
| any  | batejats | total    | %        | total     | clergat secular | clergat regular | batejats por sacerdot | diaques | homes      | dones      |            |
| 1950 | 62.037   | 62.037   | 100,0    | 85        | 85              |                 | 729                   |         |            | 51         | 27         |
| 1970 | 62.996   | 62.996   | 100,0    | 75        | 70              | 5               | 839                   |         | 5          | 74         | 29         |
| 1980 | 56.000   | 56.353   | 99,4     | 62        | 57              | 5               | 903                   |         | 5          | 62         | 29         |
| 1990 | 57.500   | 58.000   | 99,1     | 62        | 56              | 6               | 927                   |         | 6          | 59         | 30         |
| 1999 | 55.900   | 56.120   | 99,6     | 59        | 54              | 5               | 947                   |         | 5          | 44         | 30         |
| 2000 | 56.280   | 56.500   | 99,6     | 58        | 53              | 5               | 970                   |         | 5          | 44         | 30         |
| 2001 | 56.715   | 56.750   | 99,9     | 59        | 54              | 5               | 961                   |         | 5          | 46         | 30         |
| 2002 | 56.500   | 56.600   | 99,8     | 59        | 54              | 5               | 957                   |         | 5          | 47         | 30         |
| 2003 | 56.474   | 57.616   | 98,0     | 58        | 53              | 5               | 973                   |         | 5          | 45         | 30         |
| 2004 | 57.000   | 58.000   | 98,3     | 58        | 54              | 4               | 982                   |         | 4          | 42         | 30         |
| 2010 | 53.500   | 54.500   | 98,1     | 59        | 55              | 4               | 906                   |         | 4          | 50         | 30         |